# ورزشگاه سریا
ورزشگاه سریا (انگلیسی: Sarrià Stadium) یک ورزشگاه در شهر بارسلون، اسپانیا بوده است.
این ورزشگاه در سال ۱۹۲۳ ساخته و در سال ۱۹۹۷ تخریب شده و ظرفیت آن ۴۴٬۰۰۰ نفر بوده، ورزشگاه سریا میزبان بازی‌های المپیک تابستانی ۱۹۹۲ و جام جهانی فوتبال ۱۹۸۲ بوده است.